# Prosthechea glauca
Prosthechea glauca är en orkidéart som beskrevs av George Beauchamp Knowles och Frederic Westcott. Prosthechea glauca ingår i släktet Prosthechea och familjen orkidéer. Inga underarter finns listade i Catalogue of Life.